# Maillezais
Maillezais település Franciaországban, Vendée megyében. Lakosainak száma 895 fő (2022. január 1.). Maillezais Damvix, Doix-lès-Fontaines, Liez, Maillé, Saint-Pierre-le-Vieux és Saint-Sigismond községekkel határos.

## Népesség
A település népességének változása:
| Lakosok száma | 986  | 973  | 984  | 939  | 929  | 921  | 906  | 901  | 895  |
|               | 2013 | 2015 | 2016 | 2017 | 2018 | 2019 | 2020 | 2021 | 2022 |